# 윌리엄 메렐 보리스
윌리엄 메렐 보리스(영어: William Merrell Vories, 1880년 10월 28일 ~ 1964년 5월 7일)는 일본에서 활동한 미국 출신의 개신교 평신도 선교사·건축가·기업가이다.
캔자스주 레번워스에서 태어났다. 건축가를 지망하여 매사추세츠 공과대학교 입학이 결정되었으나, 가정의 경제상황으로 1900년 콜로라도 칼리지 이공계 과정에 입학하였다. 대학에서 YMCA 활동을 시작하여, 1905년 일본으로 건너가 사가 현립 상업학교(지금의 사가 현립 하치만 상업학교)의 영어교사로 2년간 일했으나, 영어 성경 공부를 통해 개종자가 늘어나자 승려들의 집단적인 방해에 의해 학교에서 쫓겨나야 했다 이후 1908년 교토에 건축설계 사무소를 세운 것을 시작으로 일본에 많은 서양식 건축물을 설계·시공하고, 이후 사가현 하치만(지금의 오미하치만시)을 근거지로 '오미 형제단'을 설립해 활동했다.
1919년 일본의 귀족 히토쓰야나기 스에노리 자작의 딸 히토쓰야나기 마키코와 결혼하였고, 1941년 일본 국적을 얻었다. 일본명은 히토쓰야나기 메레루(일본어: 一柳米来留)이다. 태평양 전쟁이 끝난 뒤 더글라스 맥아더와 고노에 후미마로 사이를 중재하기도 하여, 논픽션 작가 가미사카 후유코는 그를 “천황을 지킨 아메리카인”이라 평했다.
그는 한반도의 근대 건축물의 설계 등에도 관여해 많은 건축물을 설계하였다. 김정동 교수에 따르면 대한민국 영토에서 그가 설계한 건물은 1910~20년대 35건, 1930년대 54건, 1940년대 19건으로 총 108건이고, 그외에도 조선민주주의인민공화국 지역에는 38건의 건물을 설계하였고, 그 수는 전체 설계된 건물 중 약 10% 정도가 된다고 한다. 한반도에서 그에 의해 건축된 건물 중 주요 건물로는 이화여자대학교의 파이퍼홀 이나 대천 선교사 수양관 등이 있다.

## 설계작품

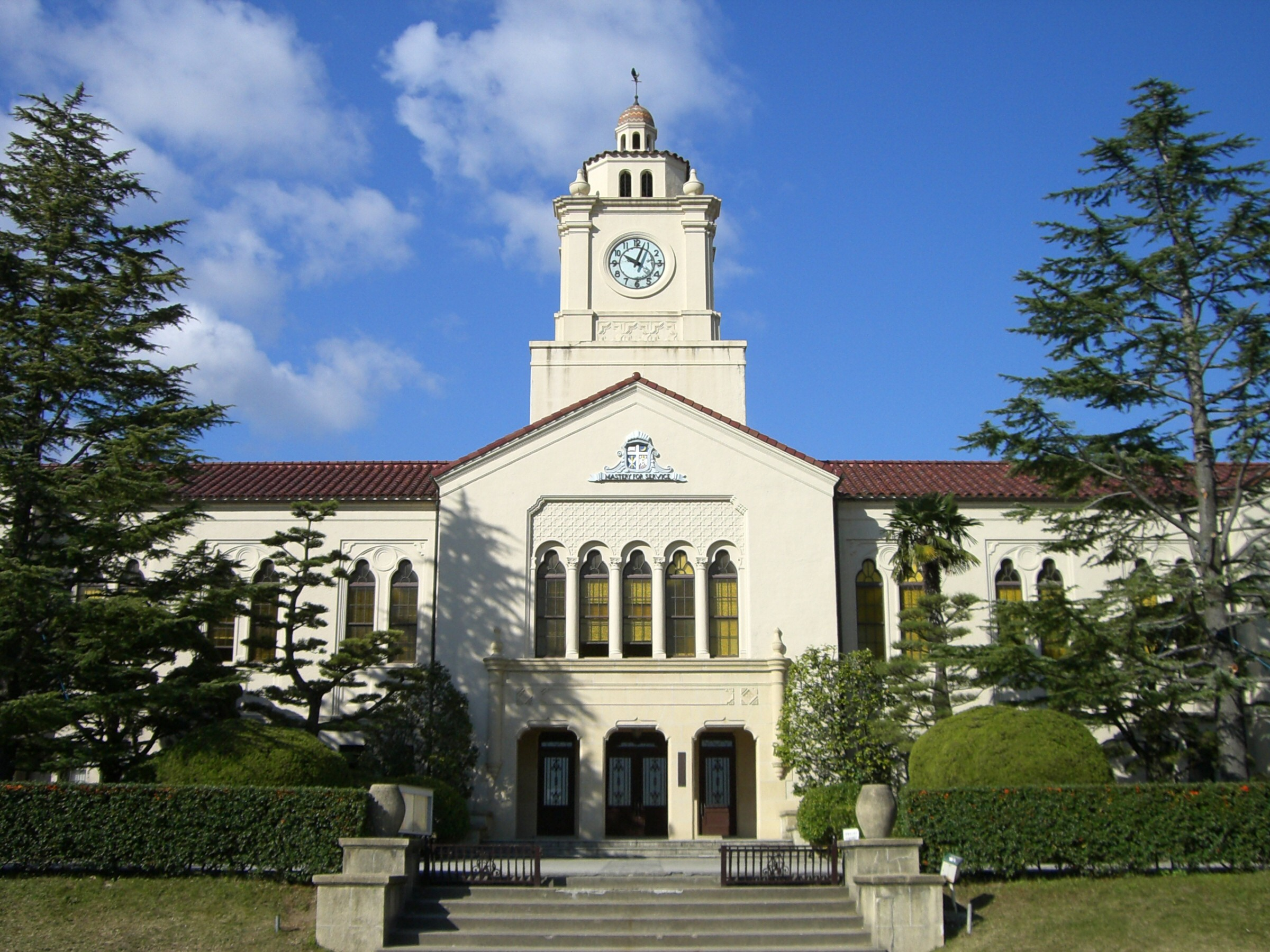
간세이 가쿠인 대학 시계탑 (구 도서관)
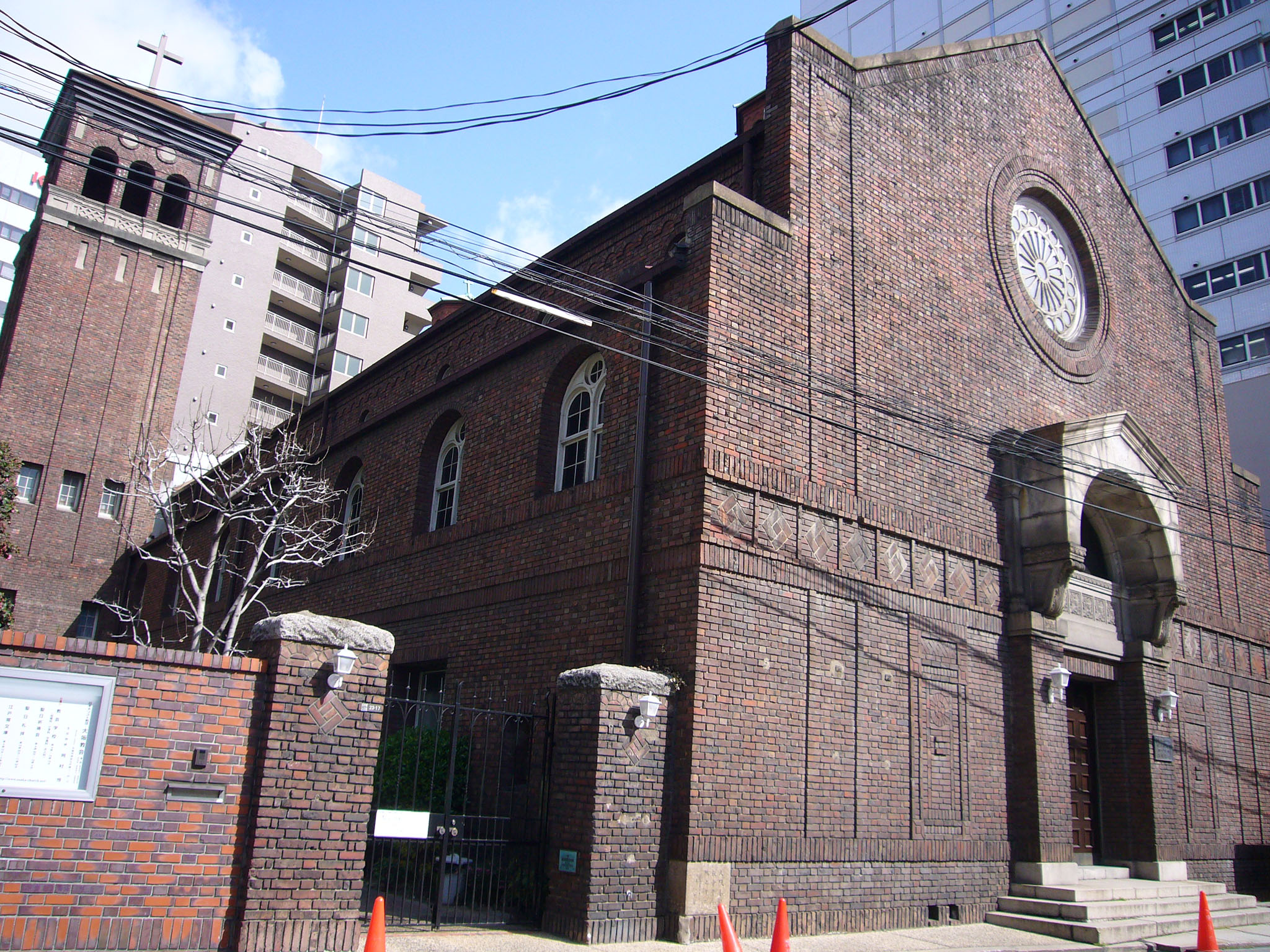
일본기독교단 오사카 교회
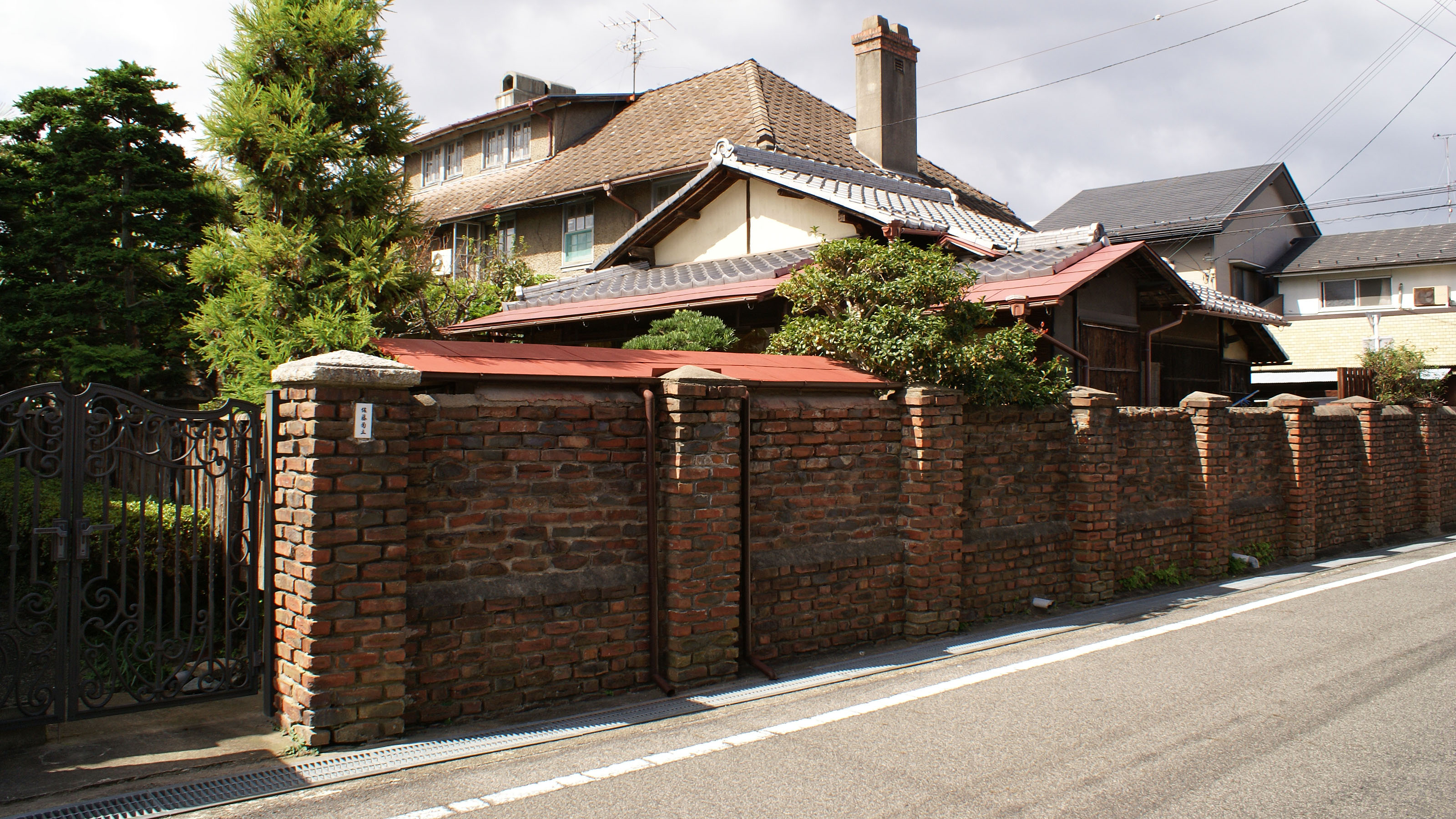
오미하치만시 이케다 정 서양식 주택가
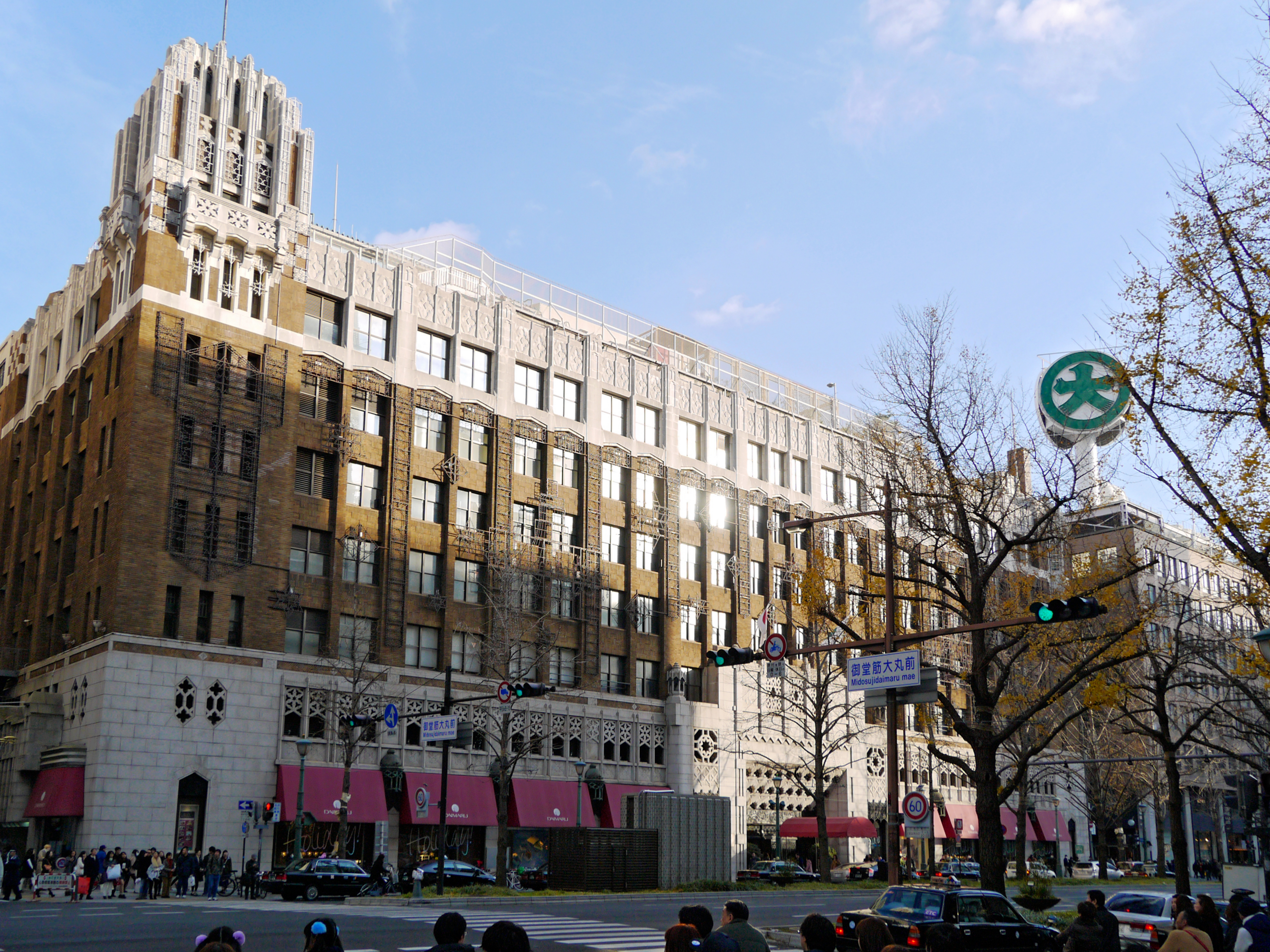
다이마루 신사이바시 점